# Uniegoszcz (gromada)
Uniegoszcz – dawna gromada, czyli najmniejsza jednostka podziału terytorialnego Polskiej Rzeczypospolitej Ludowej w latach 1954–1972.
Gromady, z gromadzkimi radami narodowymi (GRN) jako organami władzy najniższego stopnia na wsi, funkcjonowały od reformy reorganizującej administrację wiejską przeprowadzonej jesienią 1954 do momentu ich zniesienia z dniem 1 stycznia 1973, tym samym wypierając organizację gminną w latach 1954–1972.
Gromadę Uniegoszcz z siedzibą GRN w Uniegoszczu utworzono – jako jedną z 8759 gromad na obszarze Polski – w powiecie lubańskim w woj. wrocławskim, na mocy uchwały nr 19/54 WRN we Wrocławiu z dnia 2 października 1954. W skład jednostki wszedł obszar dotychczasowej gromady Uniegoszcz ze zniesionej gminy Uniegoszcz w tymże powiecie. Dla gromady ustalono 16 członków gromadzkiej rady narodowej.
31 grudnia 1961 do gromady Uniegoszcz włączono obszary zniesionych gromad Radostów Średni i Nawojów Łużycki w tymże powiecie.
1 stycznia 1970 do gromady Uniegoszcz włączono obszar użytków rolnych wraz z kompleksem gruntów PGR Pisarzowice o powierzchni 163,71 ha z miasta Lubania w tymże powiecie.
1 stycznia 1972 gromadę zniesiono, a jej obszar włączono do nowo utworzonej gromady Lubań w tymże powiecie.